# Lennart Larsson (football)
Pour les articles homonymes, voir Larsson et Lennart Larsson.
Lennart Larsson  est un footballeur suédois né le 9 juillet 1953 à Stockholm. Il évoluait au poste de milieu.

## Biographie

### En club
Lennart Larsson joue principalement en faveur de l'Halmstads BK et du club allemand de Schalke 04.
Avec le club d'Halmstads BK, il dispute 104 matchs en première division suédoise, inscrivant 26 buts. Il réalise sa meilleure performance lors de la saison 1976, inscrivant 10 buts.
Il joue également avec cette équipe quatre matchs en Coupe d'Europe des clubs champions, inscrivant deux buts : un but contre le Dynamo Dresde en septembre 1977, puis un but contre Esbjerg en octobre 1980.
Il remporte deux titres de champion avec Halmstads, il s'agit des deux premiers titres du club.
Avec l'équipe de Schalke, il dispute 26 matchs en Bundesliga, inscrivant 3 buts. 

### En équipe nationale
International suédois, il reçoit 26 sélections et marque 4 buts en équipe de Suède de 1976 à 1981.
Il joue son premier match en équipe nationale le 11 août 1976 contre la Finlande, dans le cadre du championnat nordique. Il inscrit son premier but avec la Suède le 5 octobre 1977, en amical contre le Danemark (victoire 1-0 à Malmö).
Le 19 avril 1978, il inscrit un doublé lors d'un match amical contre l'Allemagne (victoire 3-1 à Solna). Il inscrit son dernier but le 28 février 1981, contre la Norvège (défaite 2-4 à Lahti), dans le cadre de la Lahti Cup. 
Il fait partie du groupe suédois qui dispute la Coupe du monde 1978. Lors du mondial organisé en Argentine, il joue trois matchs : contre le Brésil, l'Autriche, et l'Espagne.

## Carrière
- 1973-1975 :  Hässleholms IF
- 1976-1977 :  Halmstads BK
- 1977-1979 :  FC Schalke 04
- 1979-1982 :  Halmstads BK

## Palmarès
Avec Halmstads BK :
- Champion de Suède en 1976 et 1979